# ليماتولا
ليماتولا، (بالإنجليزية: Limatola)‏، هي (بلدية) في مقاطعة بينيفينتو، في منطقة كامبانيا الإيطالية، وتقع على بعد حوالي 35 كم شمال شرق نابولي، وحوالي 30 كم غرب بينيفينتو.

## السكان
في سنة 1861 بلغ عدد السكان 1٬711 نسمة، وتطور العدد ليصل في سنة 2011 لـ 4٬077 نسمة.
يظهر هذا المخطط البياني تطور النمو السكاني لـ ليماتولا